# Емі Трайон
Емі Трайон (англ. Amy Tryon, 24 лютого 1970 — 12 квітня 2012) — американська вершниця.
Бронзова призерка Олімпійських Ігор 2004 року в командному триборстві, учасниця 2008 року.
Переможниця Всесвітніх ігор з кінного спорту 2002 року в командному триборстві.
Бронзова призерка Всесвітніх ігор з кінного спорту 2006 року в індивідуальному триборстві.